# Moskowien

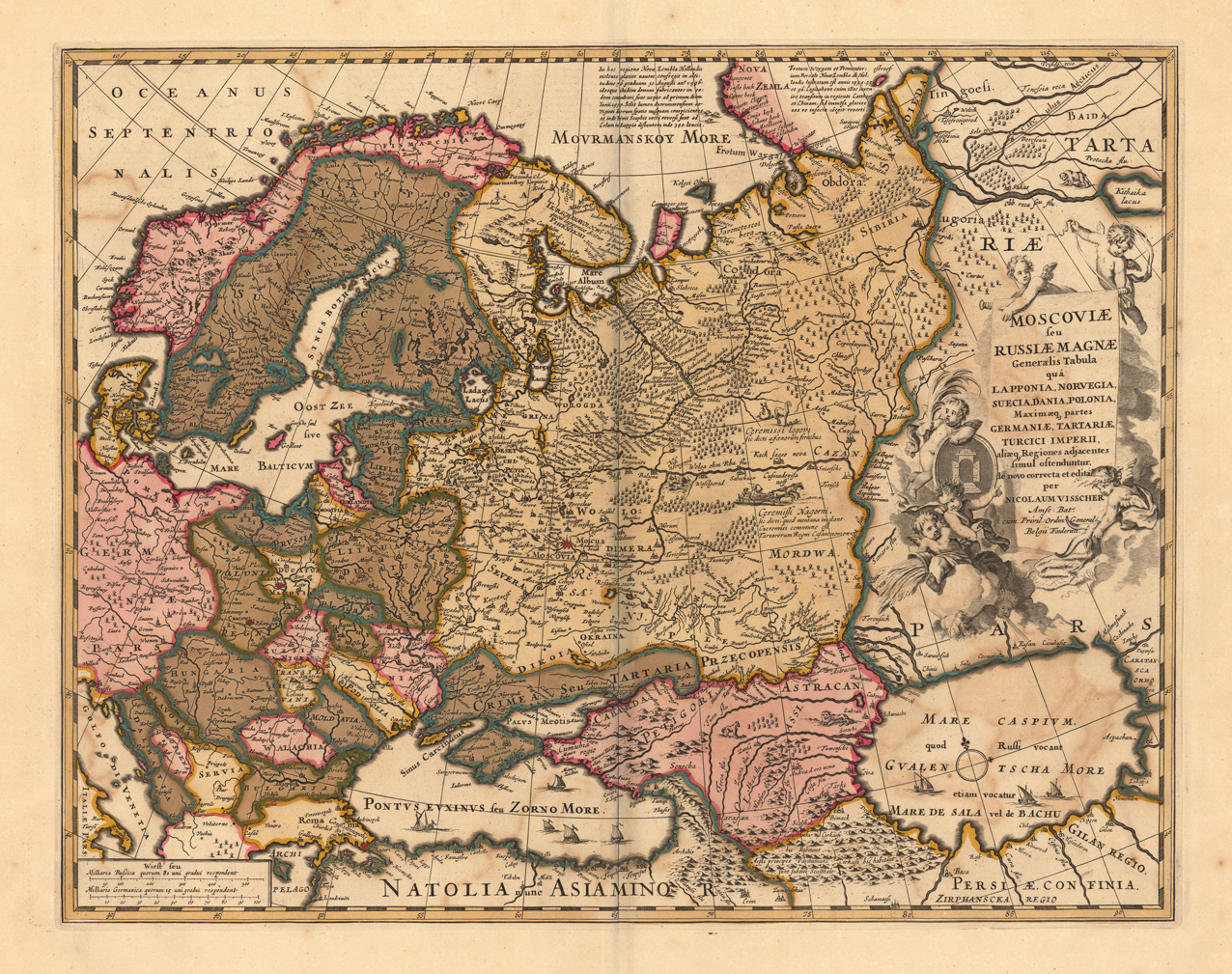
Die Generalkarte Moskowiens oder Großrusslands. Claes Janszoon Visscher, 1681

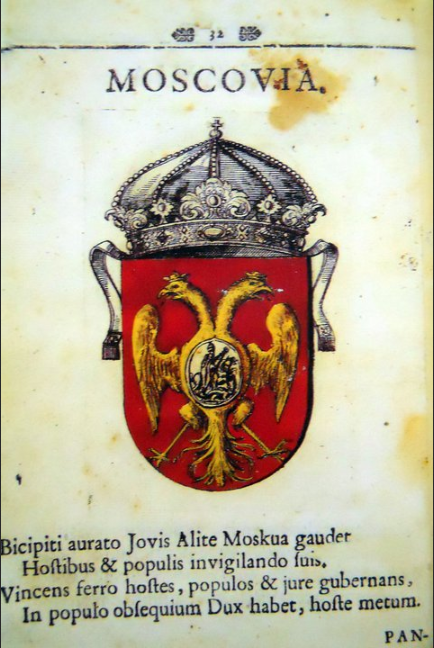
Wappen von Moskau, Paul Ritter Vitezović: Stemmatographia sive Armorum Illyricorum delineatio descriptio et restitutio (1702)

Moskowien (auch Muskowien) war in Westeuropa die inoffizielle Bezeichnung für das Großfürstentum Moskau, das das Kernland des vereinigten russischen Staates bildete, sowie für das Zarentum Russland. Das Wort Moskowien wurde ab dem 14. Jahrhundert bis zu Peter dem Großen in Europa für Russland verwendet, die Russen nannte man Moskowiter.
Der Begriff Russland (Russia) stand in der Frühen Neuzeit in Westeuropa häufig für die Gebiete der heutigen Ukraine und Belarus, während das heutige Russland meistens „Moskowien“(Moscovia) genannt und damit von den ostslawischen Gebieten Polen-Litauens unterschieden wurde.
In Russland selbst war „Moskowien“ (Московия) historisch nie gebräuchlich und tauchte erst in der neuesten Zeit als selten gebrauchte Übersetzung des englischen Muscovy auf. Im einfachen Volk war zur damaligen Zeit von „Moskauer Land“ (Московская земля) oder einfach nur von „Rus“ (Русь) die Rede. Im offiziellen Sprachgebrauch hieß das Land bis zum Jahre 1547 Großfürstentum Moskau (Великое Княжество Московское). Nach dem Zulegen des Zarentitels durch Iwan IV. („der Schreckliche“) sprach man von Russkoje Zarstwo (Zarentum Russland) und ab Peter dem Großen von Rossijskaja Imperia (Russisches Reich).
In der Zeit des Nationalsozialismus wurde während des Zweiten Weltkrieges von führenden Funktionären ein „Reichskommissariat Moskowien“ geplant. Dieser Plan, der die Zerschlagung Russlands vorsah, wurde angesichts des Kriegsverlaufs nicht verwirklicht. Verwendung fand der Begriff nach dem Krieg noch in Nationalistenkreisen der Ukraine und in Belarus.

## Nationalsozialismus
„Moskowien“ war zwischen 1941 und 1945 auch die propagandistische Bezeichnung eines von den Nationalsozialisten für die Zeit nach dem so genannten „Endsieg“ geplanten Reichskommissariats. Am 7. April 1941 verfasste Alfred Rosenberg im Rahmen seiner Ostpolitik und des Konstituierungsprozesses des von ihm geleiteten Reichsministeriums für die besetzten Ostgebiete, eine „Denkschrift“ über seine Vorschläge zur Personalbesetzung der zukünftigen Reichskommissariate im Osten. In dieser ist zu lesen:

„Hinzu kommt noch, dass sich eventuell die Notwendigkeit ergibt, nicht nur Petersburg, sondern auch Moskau militärisch zu besetzen. Diese Besetzung wird wohl einen gänzlich anderen Charakter tragen als in den Ostseeprovinzen, in der Ukraine und im Kaukasus. Sie wird auf die Niederhaltung jeglichen russischen und bolschewistischen Widerstandes ausgerichtet sein und einer durchaus rücksichtslosen Persönlichkeit bedürfen, sowohl Seitens der militärischen Vertretung als auch der eventuellen politischen Führung. Die Aufgaben, die sich hieraus ergeben, brauchen jetzt nicht aufgezeichnet zu werden. Falls nicht eine dauernde Militärverwaltung vorgesehen ist, empfiehlt der Unterzeichnete als Reichskommissar in Moskau den Gauleiter von Ostpreußen, Erich Koch.“

Am 20. Juni 1941, zwei Tage vor dem Angriff auf die Sowjetunion, erläuterte Rosenberg im Rahmen seines Kampfes gegen den „Bolschewismus“ (worunter er stets „Jüdischer Bolschewismus“ verstand) „vor den engsten Beteiligten am Ostproblem“ seine politischen Zielsetzungen, wobei er die besondere Rolle von Moskau akzentuierte. So sagte er unter anderem:

„Die Aufgabe unserer Politik erscheint mir deshalb in der Richtung zu liegen, die Freiheitsbestrebungen aller dieser Völker in einer klugen und zielsicheren Form wieder aufzugreifen und sie in ganz bestimmte staatliche Form zu bringen, d. h. aus dem Riesenterritorium der Sowjetunion Staatsgebilde organisch herauszuschneiden und gegen Moskau aufzubauen, um das Deutsche Reich für kommende Jahrhunderte von dem östlichen Albdruck zu befreien.“

Wie schon in seiner Denkschrift vom 7. April, erklärte er auch hier, dass die Ukraine und eine kaukasische Föderation mit Zentrum in Georgien als ein Bollwerk gegen das „Großrussentum“ errichtet werden müsse sowie die Wiederherstellung von Moskowien auf einen als „ursprünglich“ gedachten Zustand. Am 16. Juli 1941 wurden die Stellenbesetzungen für die Reichskommissariate von Rosenberg, Adolf Hitler und Hermann Göring gemeinsam diskutiert. Göring sprach sich gegen Erich Koch als Reichskommissar in Moskau aus, Rosenberg blieb bei seinem Vorschlag von Koch und Hitler legte sich auf Siegfried Kasche fest. Als am 17. Juli 1941 dann die Ernennungen der Reichskommissare für die zu besetzenden Ostgebiete durch Hitler stattfanden, wurden lediglich für das Reichskommissariat Ostland und für das Reichskommissariat Ukraine Reichskommissare eingesetzt.
 Moskowien sollte in etwa Moskau und die weitere Umgebung umfassen. Moskau selbst sollte jedoch, genau wie Warschau und Leningrad, laut Hitler „dem Erdboden gleichgemacht“ werden. Der Name Russland sollte ausgelöscht und durch die Bezeichnungen Reichskommissariat Moskowien sowie Reichskommissariat Kaukasien und Reichskommissariat Ostland ersetzt werden. Für die slawische Bevölkerung war nach Hitlers und Himmlers Willen ein Sklavendasein unter deutscher Herrschaft mit nur geringer Bildung vorgesehen. Die Russen sollten „durchaus niedergehalten werden“, hieß es in einer Anweisung. Deshalb wollte man auch die Schulen und Universitäten schließen. Die Juden und Roma sollten nach dem Willen der NS-Führung ausgerottet werden.

## Wirkungsgeschichte
Die Begriffe „Moskowien“ oder „Moskowiter“ werden heute oft in Nationalistenkreisen der Ukraine und Belarus als Ersatz für „Russland“ verwendet, um jeglichen Bezug des heutigen Russlands zur Kiewer Rus zu leugnen. Damit soll Russlands Anspruch auf die Rolle des „Wiedervereinigers der russischen Erde“ abgelehnt werden, mit dem Russland diese Länder annektierte. Auch in Polen sprach man in geschichtlichen Zusammenhängen bis weit in die Neuzeit gerne von „Moskowien“, aus ähnlichen Motiven bzw. aus der Relativierung der eigenen Fremdherrschaft über die Westgebiete der ehemaligen Rus. „Moskowien“ hat außerdem eine archaische Färbung und soll eine angebliche Rückständigkeit Russlands suggerieren.